# 卡齐米日·巴尔泰尔
卡齐米日·巴尔泰尔（波蘭語：Kazimierz Władysław Bartel，波蘭語發音：[kaˈʑimjɛʂ fwaˈdɨswav ˈbartɛl]，1882年3月3日—1941年7月26日），是波兰数学家、外交官、政治家和共济会成员。他曾三次组阁出任总理，1930年代担任波兰参议院议员。
巴尔泰尔于1919年至1920年被任命为铁道部长，1922年至1930年期间他是波兰众议院议员。1926年，约瑟夫·毕苏斯基元帅发动五月政变后他成为总理，并在之后陆续组阁两次。他在1926年至1928年担任毕苏斯基内阁的副总理兼宗教与公共教育部长，虽然毕苏斯基当时担任总理职务但由于他并不专注于政府日常事务，因此巴尔泰尔是“事实上的总理”。
1930年，他退出政坛回到利沃夫国立理工大学担任数学教授，并很快获得了波兰数学协会的荣誉博士学位和会员资格。1937年他被任命为波兰参议员并一直任职到二战爆发为止。1939年，随着苏联入侵并占领波兰东部领土后，他被允许继续在大学任教。
1941年6月22日，德国实施巴巴罗萨行动后，德国国防军进入波兰东部开始迫害当地知识分子。巴尔泰尔旋即被盖世太保监禁，并许诺将给予他未来的波兰傀儡政府中的最高职位；他最终拒绝了德国人的拉拢，因此被德国占领当局视其为“叛国”。根据海因里希·希姆莱的命令，巴尔泰尔于1941年7月26日在利沃夫教授大屠杀事件中遭到杀害，享年59岁。